# Symposiachrus
Symposiachrus es un género de aves paseriformes pertenecientes a la familia Monarchidae. Anteriormente se englobaba en el género Monarcha.

## Especies
Contiene las siguientes especies:
- Symposiachrus axillaris (Salvadori, 1876) – monarca negro;
- Symposiachrus barbatus (E. P. Ramsay, 1879) – monarca blanquinegro;
- Symposiachrus bimaculatus (G. R. Gray, 1861) - monarca bimaculado;
- Symposiachrus boanensis (Bemmel, 1939) – monarca de la Boano;
- Symposiachrus brehmii (Schlegel, 1871) – monarca de Brehm;
- Symposiachrus browni (E. P. Ramsay, 1883) – monarca de Brown;
- Symposiachrus everetti (Hartert, 1896) – monarca de Everett;
- Symposiachrus guttula (Lesson & Garnot, 1829) – monarca alimoteado;
- Symposiachrus infelix (P. L. Sclater, 1877) – monarca de la Manus;
- Symposiachrus julianae (Ripley, 1959) – monarca de Kofiau;
- Symposiachrus leucurus (G. R. Gray, 1858) – monarca coliblanco;
- Symposiachrus loricatus (Wallace, 1863) – monarca de Buru;
- Symposiachrus manadensis (Quoy & Gaimard, 1830) – monarca encapuchado;
- Symposiachrus menckei (Heinroth, 1902) – monarca de San Matías;
- Symposiachrus mundus (P. L. Sclater, 1883) – monarca barbinegro;
- Symposiachrus sacerdotum (Mees, 1973) – monarca de Flores;
- Symposiachrus trivirgatus (Temminck, 1826) – monarca de anteojos;
- Symposiachrus verticalis (P. L. Sclater, 1877) – monarca de las Bismarck;
- Symposiachrus vidua (Tristram, 1879) – monarca acollarado